# Буто (Ла Специја)
Буто је насеље у Италији у округу Ла Специја, региону Лигурија.
Према процени из 2011. у насељу је живело 11 становника. Насеље се налази на надморској висини од 689 м.